# Nanao (Ishikawa)
 Nanao (Japans: 七尾市, Nanao-shi) is een stad in de prefectuur Ishikawa op het Japanse eiland Honshu. De stad heeft een oppervlakte van 318,02 km² en had op 1 mei 2009 58.868 inwoners.
De stad bevindt zich ongeveer in het midden van het schiereiland Noto. Op haar grondgebied bevinden zich verschillende onsen.
Op 25 maart 2007 werd Nanao beschadigd tijdens de aardbeving op het schiereiland Noto.

## Geschiedenis
Nanao is de voormalige hoofdstad van de provincie Noto.
De huidige stad ontstond op 1 oktober 2004 uit de fusie van het oude Nanao met de gemeenten Nakajima, Notojima en Tatsuruhama.
Het oude Nanao werd op 20 juli 1939 een stad (shi). In 2003 (voor de fusie) had het ongeveer 46.743 inwoners en een oppervlakte van 143,97 km².

## Verkeer
- Wegen:

Nanao ligt aan de Noetsu-autosnelweg en aan de autowegen 159,160 en 249.
- Trein
  - JR West: Nanao-lijn
    - Station Tokuda
    - Station Nanao
    - Station Wakura-onsen

  - Noto Railway: Nanao-lijn:
    - Station Nanao
    - Station Wakura-onsen
    - Station Tatsuruhama
    - Station Kasashiho
    - Station Notonakajima
    - Station Nishigishi

## Geboren in Nanao
- Hasegawa Tohaku (長谷川 等伯, Hasegawa Tōhaku), schilder uit de 2e helft van de 16e eeuw
- Tsutomu Kawara (瓦 力, Kawara Tsutomu), politicus van de LDP
- Wajima Hiroshi (輪島大士, Wajima Hiroshi), sumoworstelaar en worstelaar
- Min Ayahana (彩花 みん, Ayahana Min), mangaka
- Tochinonada Taiichi (栃乃洋泰一, Tochinonada Taiichi) pseudoniem van sumoworstelaar Taiichi Gotō
- Kenta Matsudaira (松平 健太, Matsudaira Kenta), tafeltennisspeler

## Stedenband
Nanao heeft een stedenband met
- Bratsk, Rusland
- Dalian, Volksrepubliek China
- Gimcheon, Zuid-Korea
- Monterey (Californië), Verenigde Staten
- Morgantown (Kentucky), Verenigde Staten

## Aangrenzende stad
- Himi